# Ramón Báez

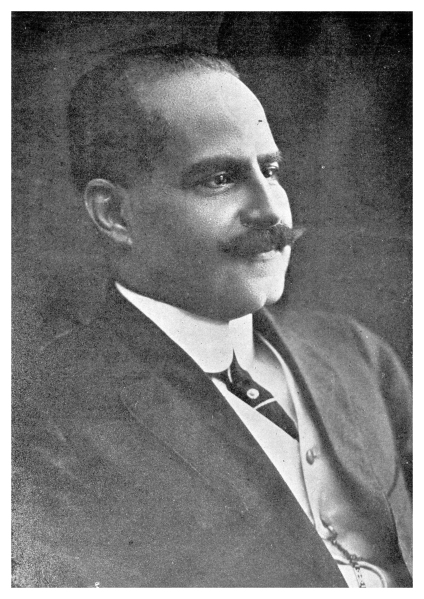
Ramón Báez Machado

Ramón Báez Machado (* 24. Dezember 1858 in Mayagüez; † 4. März 1929 in Santo Domingo) war ein dominikanischer Politiker und 1914 provisorischer Präsident der Dominikanischen Republik.

## Familie
Ramón Báez war einer der sechs leiblichen Söhne, die Buenaventura Báez, einer der Gründungsväter und mehrfacher Präsident der Dominikanischen Republik, in seinem Testament benannte. Die Mutter war María de la Concepción („Conchita“) Machado Peralta (1823–1902), Witwe des Martín Miura. Mit ihr hatte Buenaventura Báez noch einen weiteren Sohn, den Ingenieur Osvaldo Báez Machado (1857–1930). Ramón und Osvaldo Báez wurden 1874 offiziell von Buenaventura Báez anerkannt, nachdem dieser von seiner dritten Präsidentschaft zurückgetreten war.
Ramón Báez Machado heiratete 1890 Natalia de las Mercedes Soler Machado (1866–1929), deren Schwester María die Ehefrau von Präsident Jacinto Bienvenido Peynado war. Mit ihr hatte er vier Kinder: Osvaldo, Ramón, Buenaventura und Mercedes Báez Soler. Ramón Báez Soler (1892–?) wurde Arzt und Professor für Hygiene an der Universität von Santo Domingo. Buenaventura Báez Soler war der Vater von Ramón Báez Romano (1929–2022), Minister für Industrie und Handel (unter Antonio Guzmán Fernández), Golfspieler und Präsident der dominikanischen Tageszeitung Listín Diario.

## Leben
1858 wurde Ramón Báez in der Hafenstadt Mayagüez auf Puerto Rico geboren, wo sich seine Eltern vorübergehend aufhielten, da Buenaventura Báez nach einem Staatsstreich ins spanische Exil gegangen war. Seine Schulbildung erhielt er in Frankreich und einen Abschluss in Medizin und Chirurgie an der Universität von Paris.
Nach dem Studium war Báez als Mediziner tätig, von 1910 bis 1912 war er Chefarzt am Casa de Beneficencia in Santo Domingo. 1920 wurde er von der nordamerikanischen Militärregierung zum Direktor des gleichen, nunmehr Hospital Padre Billini genannten, Krankenhauses ernannt.
Ramón Báez engagierte sich außerdem politisch. So war er Bürgermeister bzw. Vorsitzender des Ayuntamiento (Stadtrats) von Santo Domingo. 1903 war er Präsident der Abgeordnetenkammer der Dominikanische Republik.
Vom 28. August bis zum 5. Dezember 1914 war Báez als Nachfolger des zurückgetretenen José Bordas Valdez provisorischer Präsident der Dominikanischen Republik. Zu seinen ersten Amtshandlungen gehörte die Einberufung der Mitglieder des neuen Kabinetts. Ein dreiköpfiger Beratungsausschuss wurde einberufen, der die gesetzlichen Reformen für zukünftige unabhängige Wahlen vorbereiten sollte. Báez ernannte die Gouverneure der Provinzen Santo Domingo (José del C. Ramirez) und San Pedro de Macorís (Sr. Luis Bernard). Außerdem setzte er ein Bureau of Accounts (Rechnungsbüro) ein. Am 16. November 1914 erklärte er per Dekret das Instituto Profesional, dessen Rektor er war, wieder zur Universidad de Santo Domingo. Als Präsident der Dominikanischen Republik folgte ihm Juan Isidro Jiménez mit dessen zweiter Amtszeit.
1921 wurde Báez mit dem Orden der Ehrenlegion in der Klasse „Chevalier de la Légion d’Honneur“ ausgezeichnet. Er starb 1929 in Santo Domingo.